# Agualva-Cacém

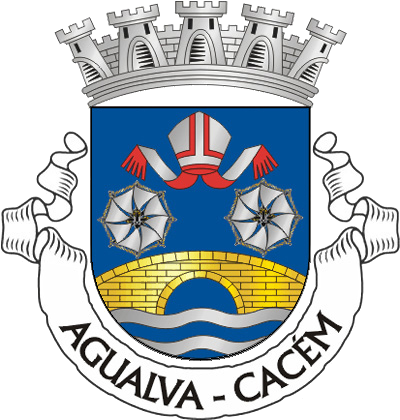
Stadsvapnet

Agualva-Cacém eller vanligare bara Cacém är en stad med 81 845 invånare (2001) i kommunen Sintra i Portugal, belägen i nordvästra utkanten av huvudstaden Lissabon.